# Lycomorphodes epatra
Lycomorphodes epatra là một loài bướm đêm thuộc phân họ Arctiinae, họ Erebidae.